# Giancarlo Judica Cordiglia
Giancarlo Judica Cordiglia (San Maurizio Canavese 30 de setembre de 1971). és un actor i doblador italià. A Itàlia és conegut com a Ronfo al programa televisiu Melevisione. També té experiència radiofònica.